# 污泥容積指數
污泥容積指數（Sludge Volume Index，簡稱SVI）常作為活性污泥法之設計因子。SVI值受膠羽大小、SS濃度、絲狀菌之存在等污泥特性所影響。

## 定義
自曝氣槽中抽出混合懸浮固體液倒入1L量筒內靜置30分鐘，1克活性污泥所佔之容積。

## 計算公式
污泥容積指數可用以下表達式計算：
{\displaystyle SVI={\frac {settled\;sludge\;volume(mL/L)}{MLSS(g/L)}}={\frac {SV(mL/L)\times 10^{3}}{MLSS(mg/L)}}}

## 意義
SVI太大代表沉降性不佳，增加終沉池流出之SS；SVI太小表示污泥太過緊密，導致排泥困難、阻塞污泥管線。傳統式活性污泥法建議SVI介於70～140。容易降解之基質可能導致膠羽外部微生物占主導地位，使膠羽結構較鬆散，粒徑相對較小，沉降性能穩定性降低，污泥更容易發生絲狀膨脹。低溶氧易使絲狀菌過度生長，令產生的活性污泥沉降和濃縮性能較差。污泥過度膨脹會導致迴流率增加，影響污泥迴流反應器之濃度，並導致污泥濃縮困難等廢污泥處理問題。